# Deaf Dumb Blind
Deaf Bumb Blind är det första musikalbumet av det svensk-norska hårdrocksbandet (industrial rap-metal) Clawfinger. Det släpptes den 21 april 1993 av skivbolaget MVG Records.
Låten "Nigger" har ett antirasistiskt tema. Texten till Catch Me är översatt och tagen från Asta Kasks låt Dom får aldrig mig.

## Låtlista
1. "Nigger" – 3:47
2. "The Truth" – 4:12
3. "Rosegrove" – 4:02
4. "Don't Get Me Wrong" – 3:12
5. "I Need You" – 4:58
6. "Catch Me" – 4:39
7. "Warfair" – 3:48
8. "Wonderful World" – 2:40
9. "Sad to See Your Sorrow" – 5:18
10. "I Don't Care" – 3:11

Bonusspår på MVG Records återutgåva 2004
1. "Get It" – 4:44
2. "Profit Preacher" – 5:55
3. "Stars & Stripes" – 3:52

- Text och musik: Clawfinger (spår 1–5, 7–13)

## Listplaceringar
| Lista (1993-1994) | Topplacering |
| ----------------- | ------------ |
| Schweiz           | 19           |
| Sverige           | 5            |
| Tyskland          | 32           |
| Österrike         | 5            |

## Medverkande
Musiker (Clawfinger-medlemmar)
- Zak Tell – sång
- Jocke Skog – keyboard, bakgrundssång, programmering
- Erlend Ottem – sologitarr
- Bård Torstensen – kompgitarr, bakgrundssång
- André Skaug – basgitarr
- Morten Skaug – trummor

Bidragande musiker
- Sebastian Oberg – cello

Produktion
- Clawfinger – producent
- Jacob Hellner – producent
- Adam Kviman – ljudtekniker
- Stefan Glaumann – ljudmix
- Björn Engelmann – mastering
- Per Kviman – omslagsdesign
- Sebastian Oberg – omslagsdesign
- Martin Beskow – foto
- Lena Granefelt – foto

### Fotnoter
1. ↑  Rosegrove på discogs.com
2. ↑  Diskografi på MusicBrainz
3. ↑  Deaf Dumb Blind på discogs.com
4. ↑  Sångtext på Songlyrics.com
5. ↑  MetalStorm: Clawfinger - Deaf Dumb Blind review
6. ↑  ”TOObS ROOL: Clawfinger: Stöld eller tribut?”. Arkiverad från originalet den 13 januari 2017. https://web.archive.org/web/20170113155925/http://www.toobsrool.se/phpBB3/viewtopic.php?f=36&t=878. Läst 12 januari 2017.
7. ↑  ”Deaf Dumb Blind” (på tyska). Austriancharts. 1993-1994. http://hitparade.ch/album/Clawfinger/Deaf-Dumb-Blind-1762. Läst 23 februari 2014.
8. ↑  ”Deaf Dumb Blind” (på engelska). Swedishcharts. 1993-1994. http://swedishcharts.com/showitem.asp?interpret=Clawfinger&titel=Deaf+Dumb+Blind&cat=a. Läst 23 februari 2014.
9. ↑  ”Deaf Dumb Blind” (på tyska). Charts. 1993-1994. Arkiverad från originalet den 23 februari 2014. https://archive.is/20140223093210/http://www.charts.de/album.asp?artist=Clawfinger&title=Deaf+Dumb+Blind&country=de. Läst 23 februari 2014.
10. ↑  ”Deaf Dumb Blind” (på tyska). Austriancharts. 1993-1994. http://austriancharts.at/showitem.asp?interpret=Clawfinger&titel=Deaf+Dumb+Blind&cat=a. Läst 23 februari 2014.